# Гринёв, Николай Герасимович
Николай Герасимович Гринёв (род. 9 июля 1954) — забойщик шахты «Северная» Государственного предприятия «Дзержинскуголь», Донецкая область, Герой Украины (2003).

## Биография
Родился 9 июля 1954 года в посёлке Кирово, Дзержинский горсовет, Сталинская обл., УССР, СССР, является шахтёром в третьем поколении.
Образование — среднее: в 1971 году окончил десятилетку. Год перед армией работал слесарем-монтажником в Шахтостроймонтажном управлении (ШСМУ) № 4 г. Горловки.
С ноября 1972 года по декабрь 1974 года он проходил срочную воинскую службу. Демобилизовавшись, 5 декабря 1974 года вернулся в отчий дом. Через месяц поступил работать горнорабочим очистного забоя (ГРОЗ) на шахту «Южная» ПО «Дзержинскуголь». Через три года перевёлся в забойщики.
По совету брата Виктора, осенью 1978 г. устроился работать забойщиком на шахту им. Н. А. Изотова, ПО «Артёмуголь», где в то время брат был одним из лидеров забойщиков шахт крутого падения Центрального района Донбасса (ЦРД), к нему приезжали перенимать опыт с других шахт комбината «Артёмуголь».
В феврале 1981 года Н. Гринёв впервые (в одиночку! В 26,5 лет!) осилил 10 норм — 1007 %. «Естественно, я старался не подвести брата, — рассказывал Николай Герасимович. — Работал „с огоньком“: две, а то и три нормы выработки были моими личными показателями. Появилось и устойчивое желание к установлению личных рекордов, но это осуществить удалось значительно позже…». Отработав на этой шахте семь лет, рассчитался и вернулся на родину; в 1985 году приступил к работе забойщиком на шахте им. К. Е. Ворошилова, ПО «Дзержинскуголь». Полученный опыт работы на крепких углях, также тонких пластах мощностью 40-45 см, и больших — 1,2-1,7 метра, помог ему с первых дней работы (на новом месте) уверенно влиться в число лучших забойщиков города. С 1985 по 2000 годы за достижение высокой производительности труда Николай Гринёв был удостоен знаков «Шахтёрская слава» 3-х степеней.
Работая забойщиком почти четверть века на пластах крутого падения, не переставал ставить рекорды. Иногда было нужно трудиться в повышенном режиме для участка или шахты, иногда — просили, иногда — шутки ради.
Только в августе 1987 года на участке № 66 «Пугачёвка-западная», горизонт 1050 м, срубал 3 раза немногим больше 1000 %, 1 раз — 930 %, и 1 раз — 860 % (для понимающих: при мощности пласта до 1,2 метра, по кровле находится 40-45 см породы /две пачки/, и только остальное — лучший в мире высококачественный коксующийся уголёк марки «Ж»).
В 2001 г. шахте «Северная» исполнилось 100 лет. Ориентируясь по лунному календарю, но не дату рекорда А. Стаханова, в ночь на 31 августа, работая в одиночку, Н. Гринёв выполнил норму выработки на 1767 %, что и в процентах, и в тоннах гораздо выше результата Стаханова, хотя за ним шли два крепильщика, и в уступе ещё находились: парторг шахты Константин Петров и редактор многотиражки Михайлов. Зная шахту изнутри, можно смело сказать, что они тоже не оставались без дела: то ли лесок подавали, то ли фляжку с водой; во время такой работы сэкономленные секунды складываются в минуты, минуты — в кони, кони — в сверхплановые тонны угля.
11 мая 2002 года, в возрасте 48 лет, работая первый и единственный раз в жизни по стахановскому методу, добыл 229 тонн угля, или 3898 %, что равно объёму почти четырёх железнодорожных вагонов.
В 2002 году Николай Гринёв награждён орденом «За заслуги» III степени, а решением исполкома Дзержинского городского совета депутатов ему было присвоено звание «Почётный гражданин города Дзержинска».

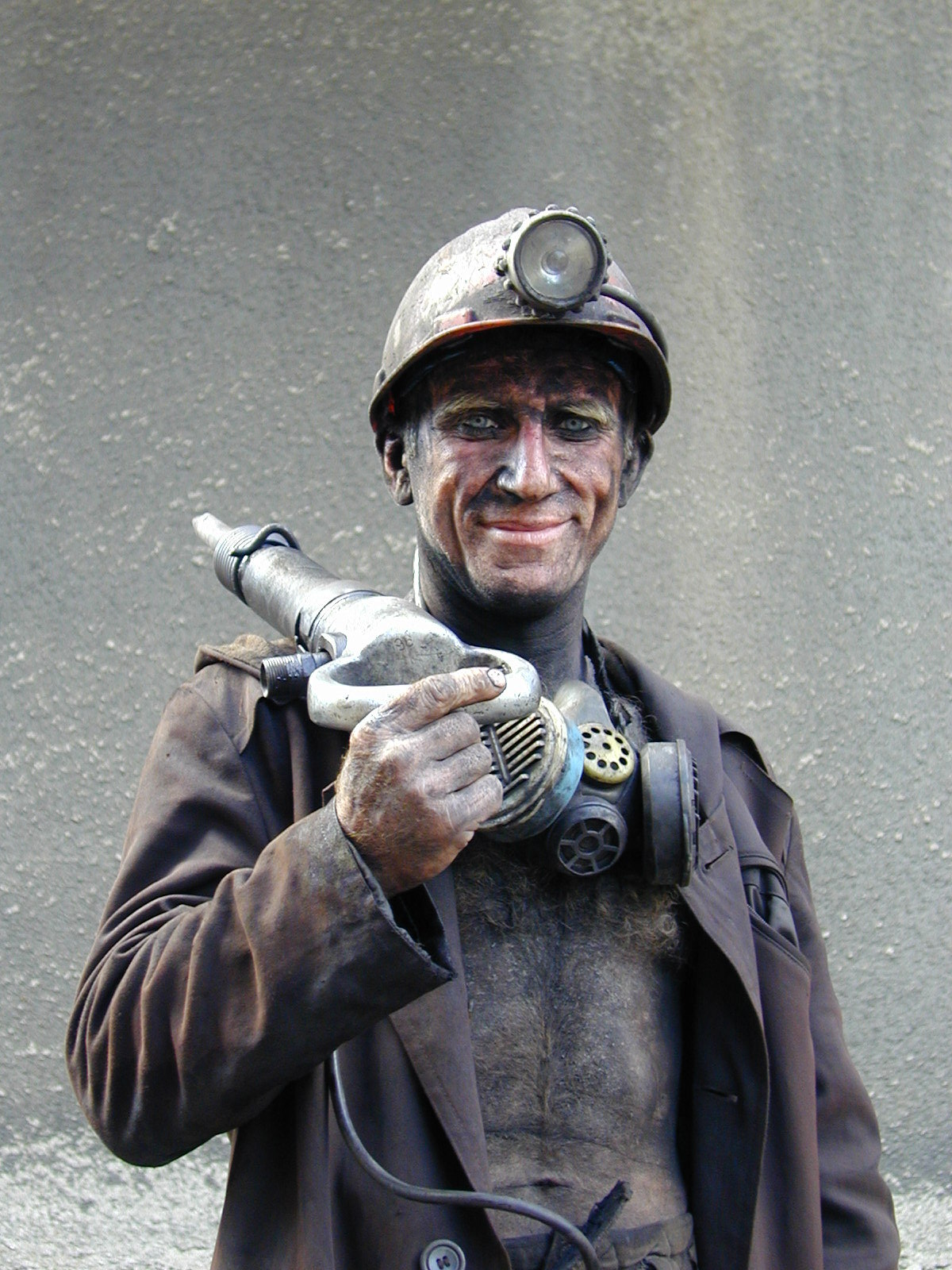
Уже на-гора. Гринёв Николай. Август 2003 года.

Завершая свою забойщицкую деятельность, Гринев Н. летом 2003 года, не изменяя своему правилу: работать в одиночку, провёл серию рекордов. В свой день рождения, в июле, выполнил норму на 1444 процента, последний рекорд на угольном фронте установил в августе — 1672 %; задуманное дело (преодолеть планку 2001 года) не претворилось в жизнь: на-гора разразилась гроза — выбило компрессора, поэтому пришлось раньше времени покинуть забой.
На вопрос, как установить рекорд, Николай Герасимович отвечал, что сначала задумка рождается в голове, а потом внутренняя мобилизация — это стремление к победе, чтобы в крови бурлило, чтоб каждая клеточка и жилка работали на конечный результат, в нужное время. «Вот тогда рекорд и покорится!» — рассудительно объяснял Николай Гринёв.
Фигурой Николай Гринев не богатырь, в прямом смысле, но крепок, как и большинство забойщиков. А сила откуда?
«Сила, спрашиваете, откуда? — улыбается Николай Герасимович. — Сила, прежде всего — это воля и упорство, смелость и целеустремленность, как у нас называют, „шахтёрский характер“, а ещё есть постоянные спутники: лень и болячки, и всё это вперемежку находится в одной голове, а что ты уже предпочтёшь выбрать — зависит только от тебя».
Указом Президента Украины от 27.08.2003 г. Гриневу Н. Г. присвоено звание Герой Украины с вручением Золотой Звезды и ордена Державы (подобная закономерность с орденом: именно № 79 — почему-то не удивляет).
Н. Г. Гринёв является первым в большой плеяде дзержинских Героев (ГСС, ГСТ и Украины), кто в городе: родился, вырос, и кому присвоено звание Героя за работу в родном городе; также ему первому публично была вручена Золотая Звезда новой формы, которая сегодня упразднена; и последним настоящим героем великой эпохи, чествовавшей человека труда.

### Семья
- Отец — Гринёв Герасим Федосеевич, русский (3 марта 1910, с. Вороново, Рогнединский район, Брянская область, Российская империя — 2 февраля 2000, пос. Кирово, Дзержинский горсовет, Донецкая обл., Украина) — со временем из беспризорника и обитателя детской коммуны, получился лучший машинист врубовой машины Горловского района 30-х годов — стахановец, который на пласте «Грицинка» горловской шахты «Подземгаз» по тем временам достиг небывалого продвигания очистного забоя, сделав 72 вруба за месяц. Никита Изотов при встрече с ним, крепко пожав руку, заявил: «Твой рекорд, Герасим, трудно побить!». Рисованный портрет Герасима Гринёва украшал аллею стахановцев шахты до первого дня оккупации Горловки в 1941 году. После освобождения (Германия, 1945), Герасим работал на демонтаже немецкого завода, и уже потом отпущен на Родину. На Донбассе, кроме жены и двух детей, ждала шахтёрская работа, которую он любил и знал основательно. Компетентные органы за угон в Германию не преследовали, но и былую славу стахановца-механизатора уже никто не вспоминал. Почётный шахтёр СССР.
- Мать — Гринёва Мария Степановна /в девичестве Глебова/, русская (род. 10 июля 1912, деревня Родыгино, Шурминский район, Вятская губерния, РИ — 14 февраля 2002, пос. Кирово, Дзержинский горсовет, Донецкая обл., Украина). В пятнадцать лет осталась сиротой, мыкалась по родственникам, пока в 1929 году старший брат Николай не увёз её на Донбасс. В браке с мужем прожила без малого 65 лет.
- Сестра — Светлана Иванова (род. 23 июля 1936, Горловка, Сталинская обл., УССР, СССР).
- Брат — Виктор (род.18 января 1940, Горловка, Сталинская обл., УССР, СССР — 1 декабря 1986, Горловка, Донецкая обл., УССР, СССР) — из армии пришёл практически инвалидом — диагноз: болезнь Бехтерева (окостенение позвоночника, процесс необратимый). Окончил горловский техникум им. К. А. Румянцева, однако почти всё время проработал забойщиком на отбойном молотке. Во время пятилеток 1970-хх был одержим построением шахтёрской династии. Будучи членом Донецкого обкома КПСС, пытался в архиве разыскать сведения о дяде Филиппе Герасимовиче, работавшим в должности управляющего Дзержинского треста, позже — директора золотодобывающего прииска на Дальнем Востоке (конец 1920-хх), но тщетно. Первым в Донбассе Виктор Гринёв закончил задание десятой пятилетки. В 80-е годы прошлого столетия на горловской шахте имени Изотова добивался рекордной выработки на отбойный молоток (8-10 норм в смену), удостоен звания «Заслуженный шахтёр Украины», награждён знаком «Шахтёрская слава» 3-х степеней, орденом «Знак Почёта», впоследствии (в начале 90-хх пр. ст.) украденным из постоянно действующей экспозиции в Горловском историко-революционном музее. Погиб на рабочем месте, тело доставали 17, 5 дней; похоронен в г. Дзержинске Донецкой области.
- Брат — Владимир (род. 21 сентября 1946, Дзержинск, Сталинская обл., УССР, СССР — 15 августа 2022, Ивано-Франковск, Украина) после окончания десятилетки, пошёл трудиться на шахту имени К. Е. Ворошилова (ныне «Северная») горнорабочим. Во время учёбы на горном факультете Донецкого политехнического института, практику проходил на родной шахте. По окончании института Владимир занимался внедрением щитовых агрегатов для выемки угля на пластах крутого падения, опасных по выбросам угля и газа, на шахте имени Гаевого (бывшая «Подземгаз» № 8) в городе Горловка. По этой теме защитил кандидатскую диссертацию, потом переехал на Север, где занимался разработкой месторождений золота и алмазов. В 1996 году на Донбасс вернулся доктором технических наук, профессором, семь лет работал первым заместителем начальника управления топлива и энергетики Донецкой облгосадминистрации, Кавалер «Шахтёрской славы», удостоен звания «Заслуженный шахтёр Украины». В 2018 году возглавил Институт физики горных процессов НАНУ (эвакуированный в Днепр).
- Жена Наталья Николаевна Гринёва (род. 1.10.1957, Чита, РСФСР, СССР), в браке с 1991 года. Н. Гринёва владеет хорошим лёгким слогом ещё со школьной скамьи, но заниматься «магией» со стихотворной строкой не желает.
- Николай Гринёв дважды женат, имеет двоих сыновей. Старший — Николай Николаевич (1989), шахтёр. Младший — Дмитрий Николаевич (1985—2016), умер в полных 30 лет, в результате заражения крови, случившегося после удаления зуба в районной стоматологической поликлинике.
- Внуки от Николая: Владислав (2000), Анастасия (2002), Савелий (2017), Алёна (2019).

### Родословная
Первое упоминание об истории рода автора, хранимое в семье, относится к Медному бунту (4 августа 1662 г.). Родовые корни этой семьи уходят гораздо глубже в историю Российской империи, чем у любого современного свидомого или русского патриота. Помилованного стрельца Гринёва сослали на южный кордон Руси. Как-то Герасим Федосеевич упоминал, что их фамилию округлили, и раньше, задолго до рождения Федоссея, они звались Гринёвскими. В 2004 году Николай Гринёв, пытаясь отыскать родовые корни, [www.komandirovka.ru/cities/voronovopic/ посетил родину отца]. Уповал на сельский церковный архив, но его перевезли в Брянск. Утверждал, что видел несколько мужчин, очень похожих на его родственников в Донбассе, а сестра отца (Домна Федосеевна) прожила около ста лет в селе, никуда не выезжая из него, и умерла в начале нулевых нынешнего столетия.
Город Торецк (бывш. Дзержинск) имеет полное право гордиться этой уникальной шахтёрской семьей — единственной на постсоветском пространстве, в которой глава является «Почётным шахтером СССР», а его три сына — Кавалеры «Шахтёрской славы», два из них — «Заслуженные шахтёры Украины», а третий — Герой Украины. Род Гринёвых более 200 лет отдал угольному делу, из них большая часть — шахте-кормилице «Северной».

### Политика
До 49 лет Н. Гринёв оставался беспартийным. В 2003 году вступил в Партию Регионов. Пятый номер в партийном списке кандидатов в депутаты на выборах в Донецкий областной совет (V созыв).
Во время беспрецедентного решения донецкого губернатора А. М. Близнюка о закрытии Дзержинского музыкального училища (родственники крупного донецкого чиновника хотели в этом здании открыть ТРЦ), Н. Гринёв взбунтовался против партийного руководства. Ради общего дела, на местном уровне сумел объединить бело-голубых (ПР), коммунистов (КПУ), бютовцев (БЮТ) и витренковцев (ПСПУ /если взять любую пару из списка — это же «термоядерный симбиоз»/), также убедить часть депутатов облсовета в том, что нажимать зелёную кнопку за принятие данного решения — это подлость по отношению к жителям шахтёрского городка; все эти действия помогли отстоять училище.
То, что за почти 15 лет не смогли сделать предыдущие правящие партии, сегодня легко в жизнь претворила молодая и перспективная команда из «Слуг народа» — ДМУ присоединено к Бахмутскому колледжу искусств им. И. Карабицы, студенты переведены в соседний город за 30 км, учителя тоже; осталось всего несколько штрихов и училище со славной историей окончательно исчезнет из госреестра (как юрлицо).
Также Н. Гринёв исполнял депутатские обязанности, начиная с ноября 2010 года (выборы в местные советы, VI созыв) и до упразднения депутатского корпуса, в связи с введением Торецкой военно-гражданской администрации. Он — единственный из городских депутатов, кто пытался открыто бороться против обвинения бывшего мэра В. Слепцова в сепаратизме, хотя там больше имело место столичная «мохнатая лапа», чем антиправовая деятельность городского Головы.

### Книга рекордов Украины
Однажды Н. Гринёва задела статья в горловской газете «Кочегарка», в которой местный забойщик посчитал количество добытого им угля (за 20 лет — 20 000 тонн). «Изюминка» заключается в том, что в Центральном Донбассе (Енакиево, Горловка, Торецк) считалось так: есть среднестатистический забойщик (не прогуливает, норму выполняет) — значит, шахта получит от него в течение года 1000 тонн.
Осенью 2003 года Н. Гринёв подсчитал количество добытого угля. Оказалось неимоверно много, не только для Украины, но и для эпохи, в которой жили наши отцы и деды. Уже не говорится о загранице, где добывали уголь отбойными молотками лишь в немногих шахтах Испании, Италии, Германии. Речь идёт о добыче угля на крутом падении вручную, с помощью ОМ, и топора с ножовкой (для крепления лесом отработанного пространства). В архиве были подняты ведомости по зарплате. Деньги переведены в норму участка (где он на то время работал), норма — в уголь, то есть тонны. Результат налицо: 55 570 тонн.
07.07.2008 отправлены копии документов на регистрацию рекорда в «Книгу рекордов Украины». Не известен ещё истории случай, чтобы землянин добывал уголь отбойным молотком, в течение более 24 (двадцати четырёх) лет, давая, ежедневно в среднем по 2 с лишним нормы. Даже железные комбайны не служат так долго — они ломаются. «Нормальный» человек, чтобы произвести подобный объём работ, должен 55,5 лет отработать забойщиком. Получается — простой донецкий парень сделал невозможное. И уже никто, и никогда не повторит этот земной рекорд, который украинские чиновники упорно не хотели замечать.
Н. Гринёв неоднократно пытался вести переписку с этим пресловутым комитетом, но его не удостоили ответом. Со временем стала понятна тишина киевской организации: уже тогда этому рекорду, видимо, мешал ярлык, в виде имени прилагательного «донецкий»!
Немного арифметики. Если уголь, добытый Н. Гринёвым, погрузить в ж/д вагоны, то понадобится 868 вагонов (по 64 т). Длина вагона — 12 метров. Умножаем. Получаем состав длиною 10 416 метров. Сегодня же продолжают катиться украинские рекорды по наезженной колее, протоптанной певцом М. М. Поплавским: сало, борщ, вареники…

### Творчество
В 2004 году Н. Гринёв оставил работу забойщика; в этом же году журналистка Людмила Бронникова (газ. «Акцент» /бывш. «Комсомолец Донбасса»/), ранее ознакомившаяся с его дневником, предложила ему начать писать сатирические рассказы. И вот однажды, зимним вечером, начал… Получилось. Понравилось. Следуя совету брата, он обратился в редакцию «Вечернего Донецка» (шахтёрская тематика + юмор). Журналист (автор детских сказок) прочитал, удовлетворённо кивнул, улыбнулся, мол, хорошо, затем, почему-то спросил о специальном образовании, получив отрицательный ответ, изменился в лице, а ходок ушёл несолоно хлебавши. Через год его напечатали: в газете «Акцент» (бывш. «Комсомолец Донбасса»), в журнале «Донбасс» (гл. ред. В. Логачёв, Донецк), в еженедельнике «Голос Донбасса» (гл. ред. В. Абуладзе, Луганск)…
В 2007 году полностью уйдя на заслуженный отдых, он освоил новый вид деятельности: свет увидели три сборника рассказов и памфлетов: «Неизвестный Дзержинск, ч. I» (09.2010), «Третья зона» (07.2011, второе изд., доп.), «Искушение бесом» (10.2011), и повесть-аллегория «Сказ о том, как ПОРА на Русь пришла» (март 2011). «Сказ…» был им написан (10,75 а. л.) всего за три месяца.
В истории постсоветской Украины Н. Гринёв является наиболее ярким памфлетистом (любителем!), также автором, создавшим наибольшее количество рассказов о шахтёрской жизни, основанных на реальных событиях. Из-за изменения мирного хода жизни в Украине, в ящике стола ждут своего часа: сборник о шахтёрах «Жизнь коротка» и повесть «Донбасс. Декамерон-2006, или Гады подземелья», общим объёмом 16,5 а. л.
Пытаясь развивать тему о шахтёрах, Николай Гринёв пытался показать всей стране, что шахтёры — такие же люди, как и остальной народ Украины; что они из такого же «теста», и точно также встречают праздники, иногда — с горькой чашей в руках. Экземпляр «Третьей зоны» автором подарен Людмиле Янукович, дважды книга передавалась В. Януковичу, но они, очевидно, кроме намёка на третью ходку, так ничего и не поняли. Также Н. Гринёв лично нескольким народным депутатам из политсовета «Партии регионов» подарил книгу о шахтёрах, но опять не сложилось. Оказалось, что шахтёр в Украине никому не нужен, кроме как на выборах.
Составил и издал сборники поэзии и прозы «Встряска» (08.2011), используя творчество жителей г. Дзержинска, и Михаила Безменова — «Я выполнил свой обет» (10.2012).
Н. Гринёв в Харьковской государственной научной библиотеке им. В. Г. Короленко записан как «украинский русскоязычный писатель».
Самый популярный текст, написанный Н. Гринёвым (хотя сам он не согласен с этим мнением), считается "История создания песни В. Высоцкого «Канатчикова дача», в которой автор ни на йоту не отступает от своего правила «Писать только правду», когда речь идёт о серьёзной теме.

### Увлечение
Травничество, лозоходство, охотник за окаменелыми деревьями. Обладая Даром, и имея знакомых среди целителей и знахарей, Н. Гринёв сознательно не пошёл по этому пути…

## Награды и заслуги
- Герой Украины (с вручением ордена Державы, 27.08.2003 — за самоотверженный шахтёрский труд, достижение высоких показателей по добыче угля).
- Награждён орденом «За заслуги» III степени.
- Кавалер знака «Шахтёрская слава».
- «Почётный ветеран Украины».
- В 2002 году решением исполкома Дзержинского городского совета депутатов присвоено звание «Почётный гражданин города Дзержинска».
- Лауреат проекта «Хрустальное сердце» (номинация: «За верность традициям» /трудовая династия/), проводимого в Донецкой области (2.12.2011).